# 加拿大气象局
加拿大气象局 (英語：Meteorological Service of Canada，缩写：MSC) 是加拿大環境及氣候變化部的一个分支机构，主要提供公共气象信息和天气预报以及恶劣天气和其他环境危害的警告。加拿大气象局还监测和研究气候、大气科学、空气质量、水量、冰和其他环境问题。加拿大气象局运营着遍布加拿大的广播电台网络，该网络名为Weatheradio Canada，每天24小时播报天气和环境信息。

## 历史

### 私人观测
1840年之前，加拿大的气象观测由私人、其他实体（如哈德逊湾公司）和探险家进行，但这些信息并未向公众提供。

### 女王陛下磁力和气象观测站
1840年，英国官员（英国军械部）和皇家学会在西加拿大的多伦多建立了一个天文台，这是大英帝国为数不多的几个天文台之一，很可能是仿照格林威治皇家天文台建造的。

### 加拿大自治领气象局
多伦多天文台于 1853 年关闭，但加拿大省殖民政府接管了该服务并继续收集气候数据。1871 年 5 月 1 日，新成立的加拿大自治领向多伦多大学的 G. T. Kingston 教授提供了$5000加元的资助，以建立气象观测网络，从而成立了加拿大气象局。从1877年开始，收集这些信息并向公众开放。加拿大气象局随后被划归漁業及海洋部。

### 航空服务部门气象处
1936年至1946年，加拿大交通部下属的部门被称为"航空服务部门气象处"，1956年起更名为气象部门。
1939年，"航空服务部门气象处"迅速扩张，为商业航空提供服务。1939 年 9 月，位于多伦多的气象处的全职工作人员人数为 213 人，其中 51 人是气象学家，57 人是气象观察员。

### 大气环境服务和加拿大气象局
1971年，加拿大气象局在环境部 (Environment Canada) 下成立。 大气环境服务后来更名为加拿大气象局。

## 组织
目前有六个公共天气预报办公室：
- 太平洋和育空地区风暴预测中心，位于不列颠哥伦比亚省温哥华
- 草原和北极风暴预测中心，分设在艾伯塔省埃德蒙顿和马尼托巴省温尼伯的办事处
- 安大略风暴预测中心（多伦多）
- 魁北克风暴预测中心（魁北克省蒙特利尔）
- 大西洋风暴预测中心（新斯科舍省达特茅斯）。大西洋风暴预测中心还设有加拿大飓风中心（英语：Canadian Hurricane Centre）。
- 纽芬兰和拉布拉多气象局（紐芬蘭與拉布拉多省甘德）

有两个中心专门从事航空天气预报：位于蒙特利尔的加拿大气象航空中心-东部，和位于埃德蒙顿的加拿大气象航空中心-西部。
加拿大气象局还运营加拿大气象和环境预测中心，该中心负责提供预报指导，以及加拿大冰情服务中心 (Canadian Ice Service, CIS)，为海员提供冰情观测和预报。为了支持加拿大军队，一些气象局的气象学家被借调到国防部。
加拿大气象局的水文监测计划已获得ISO9001:2000认证。